# 존 르브렛
존 르브렛(John Leverett, 1616년 7월 7일 ~ 1678/79년 3월 16일 세례)은 영국의 식민지 행정관, 상인, 군인이자 매사추세츠만 식민지의 두 번째 총독이었다. 영국에서 태어나고 10대 때 매사추세츠로 이주했다. 식민지의 선두적인 상인이었고, 군 복무를 했다. 1640년대에는 잉글랜드 내전에 참전하기 위해 영국으로 돌아갔다.
식민지에 엄격한 청교도의 종교적 정통성을 반대했다. 또한 식민지 정부가 1684년 식민지 헌장을 궁극적으로 폐기하는데 기여한 정치적으로 강경한 입장인 영국 왕실과 정부의 권한 내에 있지 않다고 믿었다. 사업과 군사적 활동은 때때로 뒤섞여 식민지의 일부 사람들이 르브렛을 나쁘게 보도록 이끌었다. 그러나 르브렛은 그의 군대에서 인기있는 인물이었고, 1673년부터 1679년 사망할 때까지 식민지의 총독으로 선출되었다. 필립왕 전쟁에서 식민지 활동을 감독했고 현재의 메인주에 토지 소유권을 구입하여 식민지의 영토를 확장했다.

## 주해
1. ↑  율리우스력에서는 당시 영국에서 사용되던 한 해가 3월 25일에 시작되었다. 그레고리력에서 날짜와 혼동을 피하기 위해 유럽의 다른 지역에서 사용되던 1월과 3월 사이의 날짜는 종종 두 해로 작성되었다. 이 문서의 날짜는 특별한 언급이 없는 한 율리우스력에 있다.